# Thorectes demoflysi
Thorectes demoflysi là một loài bọ cánh cứng trong họ Geotrupidae. Loài này được miêu tả khoa học năm 1965 bởi Baraud.